# Nicolas de Largillière

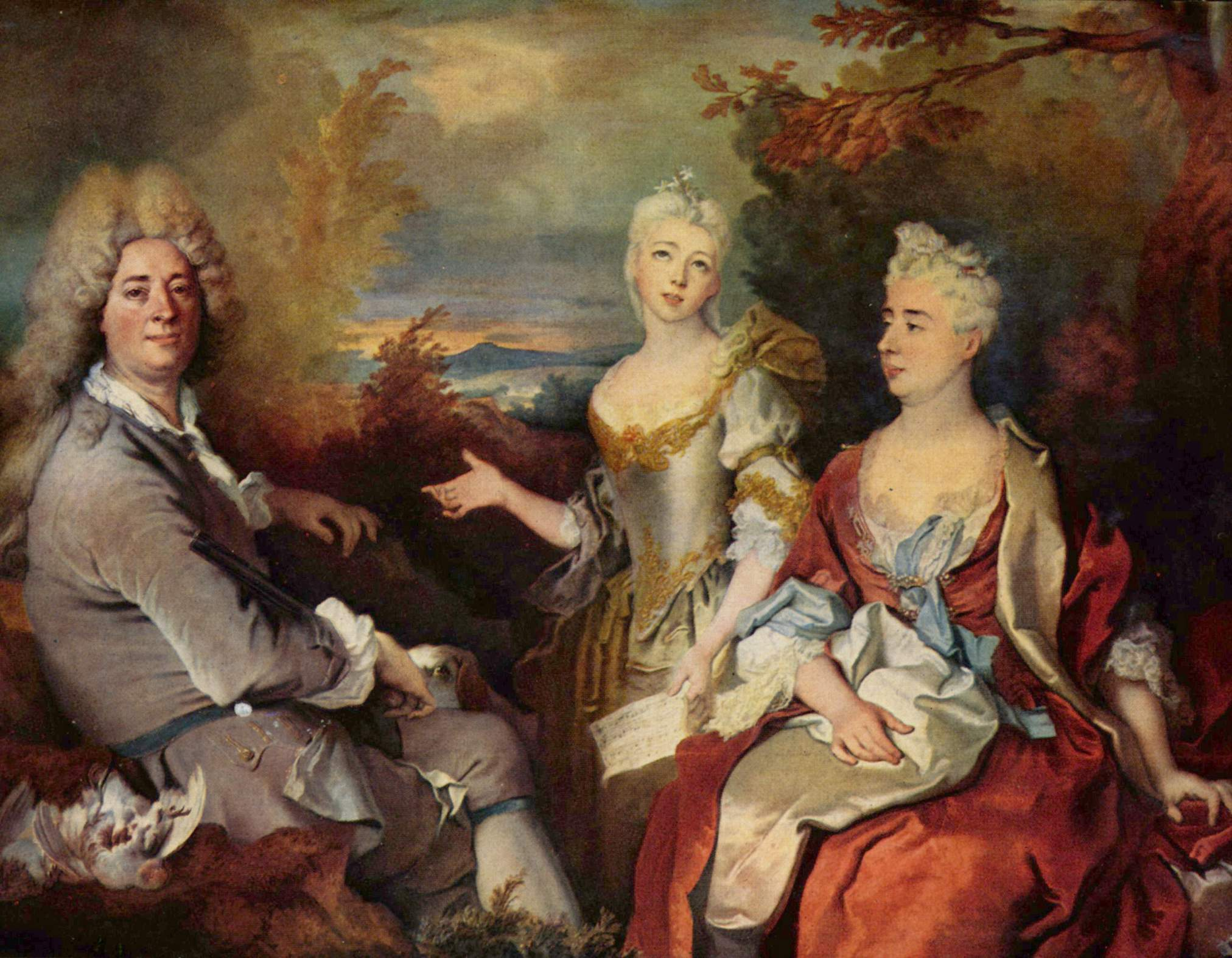
Autorretrato familiar, 1730, Louvre.

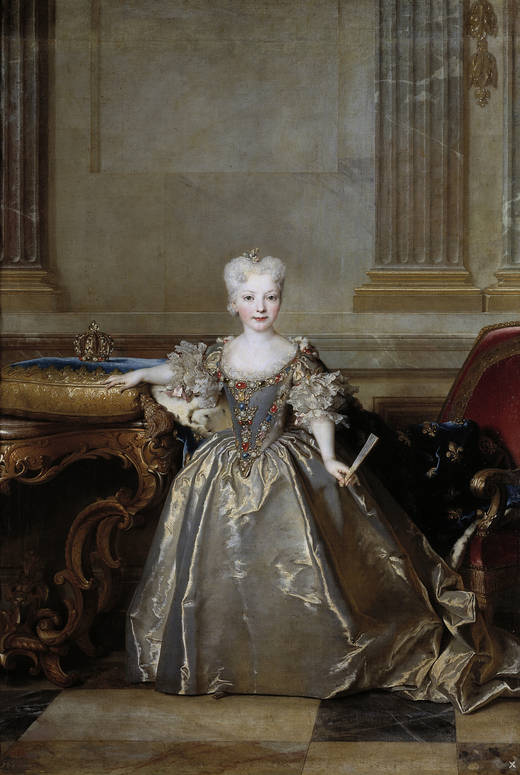
María Ana Victoria de Borbón y Farnesio, 1724, Prado.

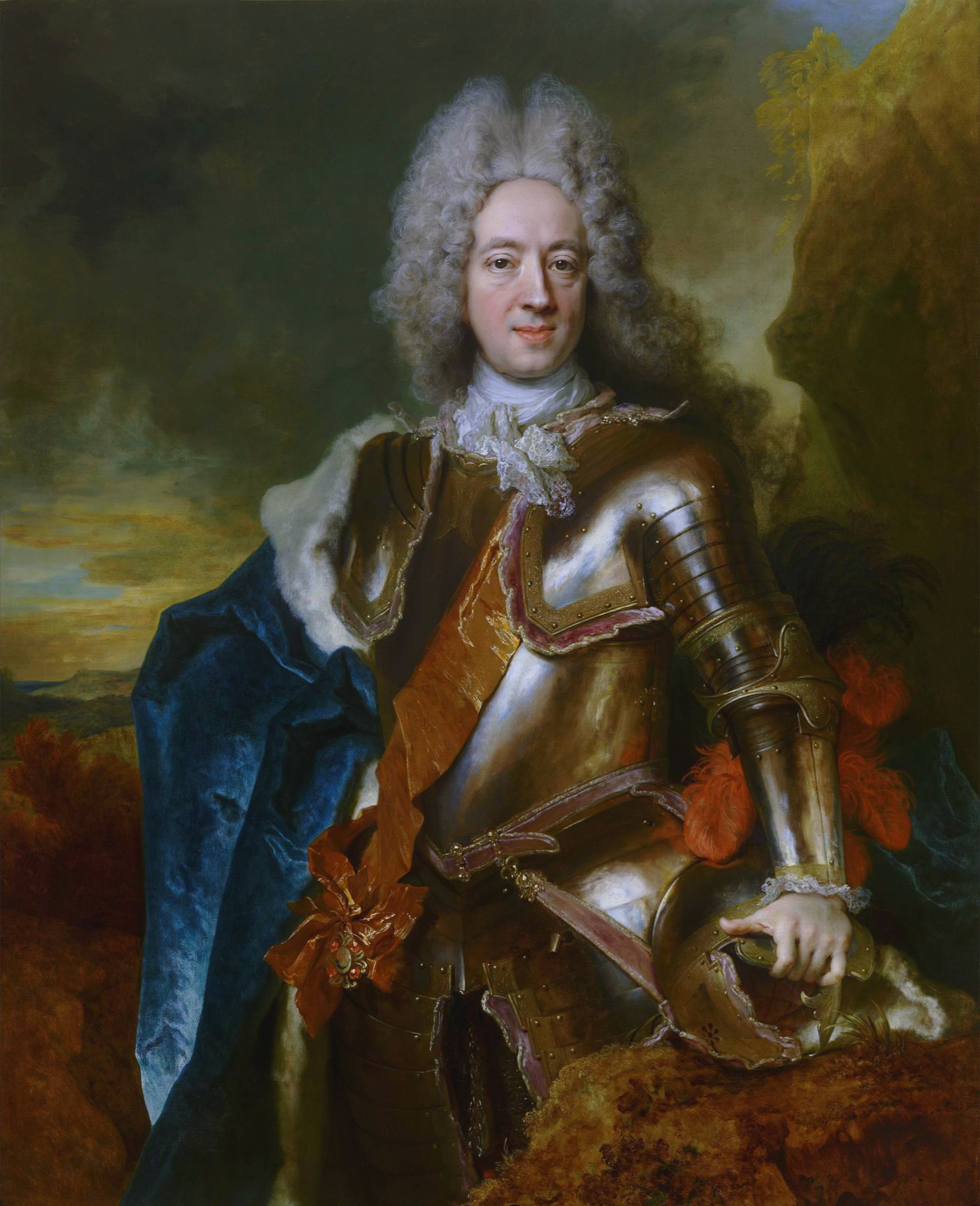
retrato del príncipe William Hyacinth.

Nicolas de Largillière (20 de octubre de 1656-20 de marzo de 1746) fue un pintor clasicista francés, nacido en París.

## Biografía
Tuvo una formación flamenca. Estableció pronto una reputación como retratista, de colores brillantes. Ocasionalmente produjo pinturas históricas, religiosas, paisajes y bodegones; su maestría técnica le permitía jugar con los objetos, los colores y la luz.
Sus retratos están cargados de una vitalidad y sensibilidad que hacen de él uno de los pintores más grandes del reinado de Luis XV y la Regencia.
Olvidado a la sombra de su amigo y rival Hyacinthe Rigaud, quien era el pintor de moda que atraía a la alta aristocracia, Largillière merece ser recordado como uno de los grandes pintores del arte francés.